# China Support Network
Le China Support Network (CSN) est une organisation basée aux États-Unis promouvant la démocratie pour la Chine continentale. CSN fournit des nouvelles, des commentaires, des informations et des analyses sur des événements, des manifestations et des politiques gouvernementales liés à leur cause. Selon l'organisation, elle soutient la réforme démocratique, les droits de l'homme et la liberté en Chine.

## Historique
Le China Support Network est fondé en 1989 par John Patrick Kusumi, qui en est le président. L'organisation s'oppose à l'actuel Parti communiste chinois dirigé par le gouvernement chinois, et a travaillé avec des dirigeants et étudiants chinois qui ont quitté la Chine après les manifestations de la Place Tiananmen ; il continue d'entretenir des relations avec les dissidents chinois et le mouvement démocratique chinois aux États-Unis.
Le China Support Network décrit la République populaire de Chine comme « un pays dysfonctionnel » et le Parti communiste chinois comme « le système le plus meurtrier du monde », et allègue que le gouvernement chinois soutient des organisations terroristes, dont al-Qaïda.  
Le CSN critique le plan du Pape Benoît XVI et de l'Église catholique consistant à retirer son ambassade de Taïwan dans le but d'améliorer les relations avec le gouvernement de la République populaire de Chine et son Association catholique patriotique chinoise.  
CSN lance la « La liberté d'abord, la deuxième coalition des Jeux olympiques » (FFOSC) en soutien au boycott des Jeux olympiques d'été de 2008 en Chine. Les membres du FFOSC comprennent la Montagnard Foundation, Free China Movement et Dictator Watch.